# Kurumi Shimizu
Kurumi Shimizu (jap. 清水 くるみ, Shimizu Kurumi; * um 1960) ist eine japanische Jazzpianistin.
Shimizu arbeitete ab den 1980er-Jahren in der Tokioter Jazzszene; erste Aufnahmen entstanden um 1983 im Duo mit dem Saxophonisten Shuichi Enomoto (Pictures). 1995/96 spielte sie bei mehreren Live-Sessions sein Debütalbum Kurumisan (Aketa's Disk) ein, an dem  Kenta Tsugami (Sopran- und Altsaxophon), Eiichi Hayashi (Altsaxophon), Isao Miyoshi (Gitarre), Norikatsu Koreyasu, Hideaki Mochizuki (Bsss) und Nobuo Fujii (Schlagzeug) mitwirkten. Im Bereich des Jazz war sie zwischen 1983 und 1995 an drei Aufnahmesessions beteiligt. Seit mehr als zehn Jahren interpretierte sie die Musik  von Led Zeppelin im Trio ZEK3 mit Bassist Yasushi Yonaki und Drummer Tamaya Honda. In den 2010er-Jahren spielte sie in Tokioter Jazzclubs im Trio mit Syo Kudo (Bass) und Ryo Saito (Schlagzeug).